# Alfred Walheim
Alfred Walheim (* 5. November 1874 in Ödenburg; † 21. Dezember 1945 in Wien) war ein österreichischer Autor und Politiker (GDVP, Landbund). Er war zweimal Landeshauptmann des Burgenlandes.

## Leben und Wirken
Alfred Walheim promovierte nach dem Studium der Germanistik 1898 an der Universität Wien. Er war als Mittelschulprofessor für Deutsch, Latein und Altgriechisch am Deutschen Staatsgymnasium in Kremsier und am Staatsgymnasium in Wien/Mariahilf tätig.
Nach dem Ersten Weltkrieg schloss sich Walheim zunächst den Großdeutschen an, er war einer der Mitbegründer der GDVP-Burgenland. Alfred Walheim war Mitglied der interministeriellen Kommission für die Landnahme des Burgenlandes, wo er für diese deutschsprachigen Teile Westungarns die Bezeichnung „Heinzenland“ vorschlug, sich aber damit nicht durchsetzen konnte, da „die Heinzen, die im hügeligen Süden des Landes zuhause sind, nur einen Teil der deutschwestungarischen Bevölkerung ausmachen und die sogenannten ‚Heidebauern’ im flachen Nordosten durch diese Bezeichnung ausgeschlossen sind“, und Gregor Meidlingers bzw. Karl Renners Vorschlag „Burgenland“ schließlich angenommen wurde, den Walheim bereits als schmückendes Beiwort in seinem Gedicht „Heinzenland“ in der Wiener „Ostdeutschen Rundschau“ vom 24. Dezember 1918 gebraucht hatte:
Heinzenland,

Burgenland,

kehrst du wiederum zu uns zurück?

Reich mir deine Hand,

die deutsche Hand,

daß ich sie zum Willkomm faß und drück!

[…]

Ödenburg, Eisenburg,

Wieselburg, Pressburg erstand

Burgenland, Heinzenland,

warst ja ernstlich nie von uns getrennt –

nun du heimgefunden,

bleiben wir verbunden

bis an aller Welten End.
Von 1923 bis 1934 war Walheim Abgeordneter zum Burgenländischen Landtag. Während dieser Zeit war er mehrmals (1922–1923, 1929–1931 sowie 1934) als Landesrat tätig. Im Laufe seiner politischen Karriere wechselte Walheim von den Großdeutschen zum Landbund. Von 1924 bis 1925 war er als Parteiloser auch im Bundesrat vertreten.
Vom 14. Juli 1923 bis zum 4. Januar 1924 folgte Walheim mit sozialdemokratischer Hilfe dem parteilosen Alfred Rausnitz, der zunächst zweiter Landesverwalter und ab 1922 erster Landeshauptmann des neuen Bundeslandes war, in dieser Funktion nach. Ein Grund für Rausnitz' Rücktritt war ein Antrag Walheims, der mit der GDVP bei einer Abstimmung in der lokalen Schulpolitik über den Einfluss der katholischen Kirche auf das Schulwesen, die Sozialdemokraten unterstützte, während Rausnitz zur Meinung der Christlichsozialen tendierte. Dieser Punkt war in Restösterreich zwar bereits geklärt, war aber im Burgenland aufgrund dessen historischer Zugehörigkeit zur ungarischen Reichshälfte noch ungeklärt.
Bei den folgenden Nationalratswahlen 1923 musste Walheims GDVP herbe Verluste einstecken, sie verlor nahezu 80 % der Stimmen. Aufgrund einer rot-schwarzen Koalition verlor Walheim 1924 auch den Posten des Landeshauptmanns, worauf er zum Landbund wechselte. Vom 25. November 1931 wurde Walheim abermals mit sozialdemokratischer Unterstützung zum zweiten Mal zum Landeshauptmann gewählt, musste jedoch im Februar 1934 einem Parteigänger von Engelbert Dollfuß weichen.
Neben seiner politischen Karriere war Walheim auch literarisch tätig, er verfasste Balladen und Beiträge als politischer Dichter zum „Scherer“. Allerdings sind seine Balladen und anderen Dichtungen kaum noch bekannt, und obwohl der „veritable Dichter“ und großdeutsche Parteigänger, der als „pangermanischer Anschlussbefürworter“ sich schon früh seine Sporen um das Werden des Burgenlandes verdient hatte und der dann als burgenländischer Landespolitiker durch geschicktes Paktieren und Taktieren es doch immerhin zweimal zum Landeshauptmann und viermal zum Landesrat gebracht hatte, ist keine einzige Gasse im Burgenland nach ihm benannt.
Er wurde am Wiener Zentralfriedhof bestattet.

## Werke und Schriften
- Balladen aus dem Burgenland. Wien 1933.
- Brentanos ‚Chronika eines fahrenden Schülers‘. Wien 1912.
- Emil Ertl: sein Leben und seine Werke; eine Studie. Leipzig 1912.
- Emil Ertl, Wien 1911–1912.
  - 1. Teil. In: Jahresbericht des K. K. Staatsgymnasiums im VI. Bezirke Wiens über das Schuljahr 1910/1911 (Digitalisat).
  - 2. Teil. In: Jahresbericht des K. K. Staatsgymnasiums im VI. Bezirke Wiens über das Schuljahr 1911/1912 (Digitalisat).
- Der Sachsenkürassier: Bilder aus dem alten Österreich. Wien 1935.
- Der Wiener Meerfahrt von dem Freudenleeren: Ein altdeutscher Schwank des 13. Jahrhunderts. Wien 1922.
- Maister Franntzn Schmidts Nachrichters in Nürnberg all sein Richten. (Eine unbekannte Quelle von Brantanos Geschichte vom braven Kasperl und dem schönen Annerl). In: Zeitschrift für Deutschkunde 28 (1914), S. 701–709 (Commons).
- Die Güssinger Fehde. Freie Übertragung aus dem Mittelhochdeutschen. In: Burgenländische Heimatblätter. 1937, S. 177–188 (zobodat.at [PDF]).
- Deutsche Dichtung im Heinzenland. In: Burgenländische Festschrift aus Anlaß der Vereinigung der Heidebauern und der Heinzen mit Deutschösterreich, Wien 1920, S. 102–108.
- Zahlreiche Zeitungsartikel zu politischen Themen.